# マリナ・ムニシュフヴナ
マリナ・ムニシュフヴナ（ポーランド語: Maryna Mniszchówna）またはマリナ・ユーリエヴナ・ムニシェク（ロシア語: Мари́на Ю́рьевна Мни́шек）は、いわゆる「偽ドミトリー」の皇妃となったポーランド・リトアニア共和国の貴族女性。ロシアの民間伝承では "魔女"マリンカ（Marinka "the witch"）として知られている。

## 生涯
サンドミェシュ県知事イェジ・ムニシェフの娘としてラシュキ・ムロヴァネ（現在のウクライナリヴィウ州）に生まれた。父イェジはロシア・ポーランド戦争における僭称者擁立計画の首謀者の一員である。計画の中枢にいたポーランド・リトアニア共和国のマグナートとイエズス会の修道士たちは、擁立した偽ドミトリー1世にマリナを娶らせることで、僭称者に対する支配力を強化しようと考えた。マリナは1604年ないし1605年にワルシャワの宮廷で偽ドミトリー1世に引き合わされ、彼と婚約した。その見返りとして、マリナにはプスコフとノヴゴロドの、父イェジにはスモレンスクとノヴホロド＝シーヴェルスキーの支配権がそれぞれ譲渡されることが約束された。1605年6月、偽ドミトリー1世はモスクワに入城してフョードル2世を殺し、ツァーリに即位すると、ポーランドに使節を派遣してマリナの輿入れと対オスマン帝国軍事同盟の締結を求めた。
1605年11月にクラクフでマリナと偽ドミトリー1世の代理結婚式があり、クラクフ司教のベルナルト・マチェヨフスキ枢機卿の立会いのもと、花婿代理人を立てて執り行われた。式典には大勢の身分の高いシュラフタや外国の賓客と共に、ポーランド王ジグムント3世も出席した。ドミトリーはモスクワ使節としてアファナシー・ヴラシェフを送った。この式のあと、マリナは父と共に約4,000名の随行団を伴ってクラクフを出発し、1606年5月上旬にモスクワへ凱旋入城した。5月8日、モスクワ総主教イグナティ主宰の結婚式が行われた後、マリナはウスペンスキー大聖堂で皇妃として戴冠した。このときマリナは異宗派の皇妃に求められる正教への改宗を拒否し、カトリックのままでいた。マリナは結婚式にポーランドの伝統的な花嫁衣装を着て現れ、偽ドミトリーもポーランドの驃騎兵の格好で登場して、ロシア人の眉を顰めさせた。

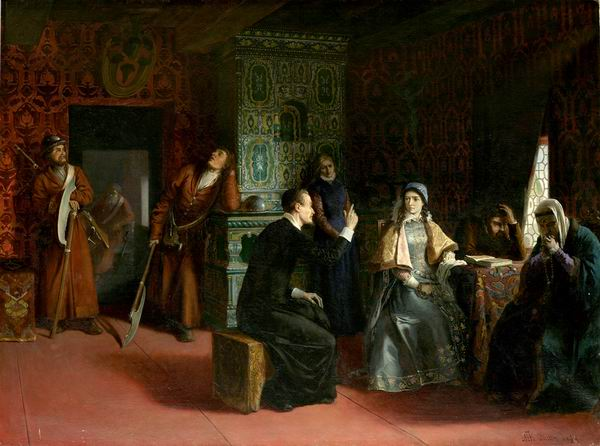
『マリナ・ムニシュフヴナと父イェジ・ムニシェフのヤロスラヴリへの亡命』（ミハイル・ペトロヴィッチ・クロット画）

マリナの栄華が長く続くことは無かった。婚礼から間もない1606年5月17日、偽ドミトリー1世とその親ポーランド政策に反発する反乱者がクレムリンになだれ込んだ。ツァーリは窓から逃げようとして足を挫き、反乱者に見つかって殺された。反乱者は偽ドミトリーの遺体をさんざん凌辱した挙句に燃やし、遺灰を大砲に詰めポーランドの方向に発射して、偽ドミトリー1世の11ヵ月に満たない治世に終止符を打った。ツァーリが偽者だと早くから非難していた大貴族のヴァシーリー・シュイスキーが新たなツァーリに選出された。このクーデターはポーランド人の側近や随行団を含む数千人の犠牲者を出し、マリナとその父イェジは投獄された。
偽ドミトリー1世の死後、マリナは皇妃の称号を剥奪されたものの命だけは助けられ、1608年6月にロシアとポーランドとの休戦条約が結ばれた後、ポーランドへ護送された。しかしイェジはツァーリの外舅という地位を諦めてはおらず、ヤロスラヴリに逃れて勢威の回復を模索した。父親の手引きによってマリナは新たな僭称者である偽ドミトリー2世の拠点トゥシノに姿を現し、そこで奇跡的に「生き延びた夫と再会を果たす」という演出がなされた後、おそらく偽ドミトリー2世とマリナは密かに結婚した。ポーランド大ヘトマンのスタニスワフ・ジュウキェフスキは回想録の中で、偽ドミトリー1世と2世の共通点は「人間であることと、簒奪者であること」以外には何もないと述べている。この結婚によって、マリナはかつての運命に再び引き戻されることになる。

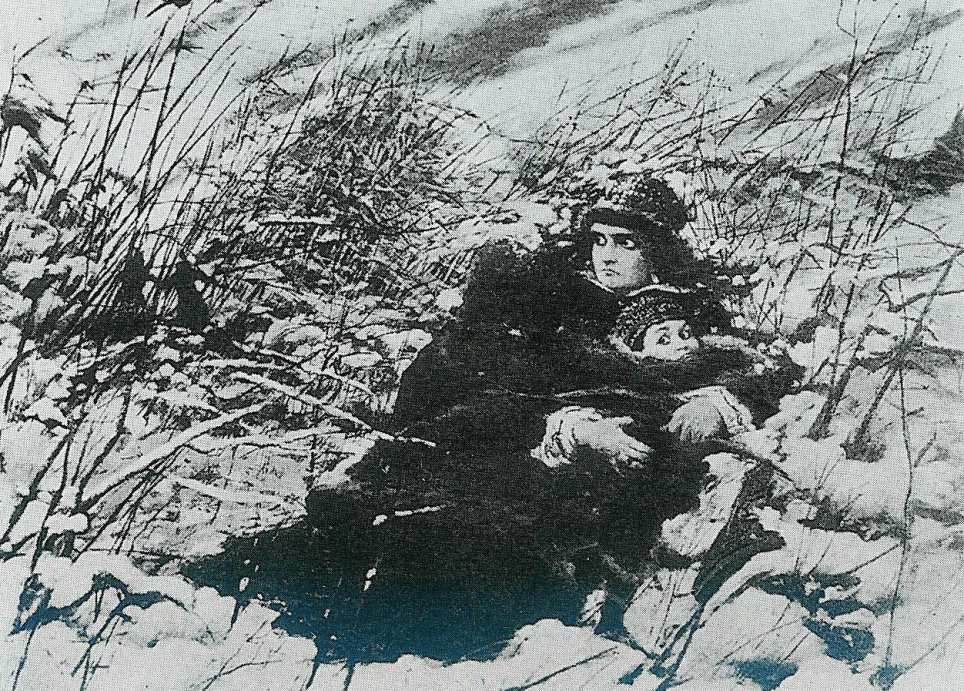
『マリナ・ムニシュフヴナの逃避行』（レオン・ヴィチュウコフスキ画）

1610年12月に偽ドミトリー2世が死ぬと、マリナはコサックの首領イヴァン・ザルツキーの庇護下に入った。ザルツキーはマリナが1611年1月に産んだ新生児をツァーリに推戴しようと目論んでおり、その配下の者たちはマリナの息子を「イヴァン・ドミトリエヴィチ（ドミトリーの息子）」と呼んでいたが、総主教エルモゲン（ゲルモゲン）はこの赤ん坊に「小悪党」というあだ名を付けた。1613年の夏、支援者を失ったマリナとザルツキーはアストラハンに逃れたが、既にミハイル・ロマノフが正式なツァーリに選出されており、アストラハン市民は幼い僭称者とその家族が町を出ることを望んだ。1614年、同市では小悪党一行を捕まえようとした町民が暴動を起こし、一行はステップ地帯へと逃亡した。一行は別のコサック集団と連携しようとして失敗し、1614年5月にウラル川の畔でコサックに捕まり、モスクワ政府に引き渡された。ザルツキーとマリナの幼い息子は1614年のうちに処刑され、マリナはその直後に獄死した。